# Resen (Bosilegrad)
Resen (Servisch cyrillisch Ресен) is een plaats in de Servische gemeente Bosilegrad. De plaats telt 81 inwoners (2002).